# Данаил Бачков
Данаил Василев Бачков е български футболист, защитник.

## Биография
Роден е на 21 декември 1976 г. в Пловдив. Висок е 172 см и тежи 71 кг.
Юноша е на Спартак (Пловдив). Играл е за Спартак (Пловдив), Локомотив (Пловдив), Левски (София),Черно море(Варна),Родопа (Смолян), Спортист (Своге).През есента на 2006 г. се завръща в Локомотив (Пловдив). Носител на купата на страната и вицешампион през 2003 г. с Левски (Сф). В евротурнирите има 4 мача за Левски (3 за КЕШ и 1 за купата на УЕФА). Има 3 мача за националния отбор. Футболист на Пловдив за 1999 г. Избран за най-добър защитник за 2001 г.

### Статистика по сезони
- Спартак (Пд) – 1996/97 – Б група, 12 мача/1 гол
- Спартак (Пд) – 1997/98 – В група, 23/2
- Локомотив (Пд) – 1998/99 – A група, 19/1
- Локомотив (Пд) – 1999/00 – Б група, 21/0
- Локомотив (Пд) – 2000/01 – Б група, 24/2
- Локомотив (Пд) – 2001/02 – A група, 33/3
- Левски (Сф) – 2002/03 – A група, 5/0
- Черно море – 2003/04 – A група, 24/0
- Черно море – 2004/05 – A група, 20/1
- Спартак (Пд) – 2005/06 – Б група, 19/1
- Локомотив (Пд) – 2006/07 – A група, 25/0
- Родопа (Смолян) 2007/09 – Б група, 40/4
- Спортист (Своге) 2009/10 – A група, 26/0

### Треньорска кариера:
- Детска юношеска школа на „Миньор“ (Перник) (2010 – 2017)
- Старши треньор на ФК „Миньор“ (Перник) (2017 – 2018)
- Старши треньор на ОФК „Беласица“ (Петрич) (2018 – 2019)
- Помощник треньор в аматьорския национален отбор
- Старши треньор на ОФК „Левски“ (Карлово) (2019 – 2021)
- Старши треньор на ПФК „Спартак-1947“ (Пловдив) (2021 – 2023)
- Старши треньор на ФК Родопа(Смолян) (2023 – 2025)
- Старши треньор на ФК Гигант (Съединение) (2025 – )